# Sestrà
El Sestrà - (rus) Сестра - és un riu de Rússia, un afluent per l'esquerra del Dubnà. El Sestrà passa per l'óblast de Moscou, neix al llac Senej, a 60 km al nord-oest de Moscou. Té una llargària de 138 km i una conca de 2.680 km². Es glaça generalment de novembre-gener a març-abril.